# Pulitzer-Preis 1981
Der Pulitzer-Preis 1981 war die 65. Verleihung des US-amerikanischen Literaturpreises. Die Jury bestand aus 16 Personen unter dem Vorsitz von Joseph Pulitzer Jr. Das „Pulitzer Prize Board“ vergab Preise für Arbeiten, die während des Kalenderjahres 1980 entstanden waren.

## Bereich Journalismus(Journalism)
| Kategorie                                                  | Preisträger | Begründung |
| ---------------------------------------------------------- | --- | --- |
| Aktuelle Berichterstattung (Breaking News Reporting)       | Mitarbeiter der Longview (Wash.) Daily News | Preis verliehen für die Berichterstattung über die Mt. St. Helens-Geschichte, einschließlich der Fotos von Roger A. Werth.  |
| Dienst an der Öffentlichkeit (Public Service)              | Charlotte (N.C.) Observer | Preis verliehen für seine Serie „Brown Lung: A Case of Deadly Neglect“ (Braune Lunge: Ein Fall tödlicher Vernachlässigung). |
| Investigativer Journalismus (Investigative Reporting)      | Clark Hallas und Robert B. Lowe vom Arizona Daily Star | Preis verliehen für ihre Untersuchung der Sportabteilung der University of Arizona.                                         |
| Kritik (Criticism)                                         | Jonathan Yardley vom Washington Star | Preis verliehen für seine Buchrezensionen.                                                                                  |
| Karikatur (Editorial Cartooning)                           | Mike Peters von den Dayton (Ohio) Daily News | |
| Leitartikel (Editorial Writing)                            | Kein Preis vergeben | |
| Kommentar (Commentary)                                     | Dave Anderson von The New York Times | Preis verliehen für seine Sportkommentare.                                                                                  |
| Auslandsberichterstattung (International Reporting)        | Shirley Christian von The Miami Herald | Preis verliehen für ihre Sendungen aus Mittelamerika.                                                                       |
| Berichterstattung im Inland (National Reporting)           | John M. Crewdson von The New York Times | Preis verliehen für seine Berichterstattung über illegale Einwanderer und Einwanderung.                                     |
| Feature Writing (Feature Writing)                          | Teresa Carpenter von The Village Voice, New York City (Der Preis in dieser Kategorie wurde ursprünglich an Janet Cooke von der Washington Post verliehen. Der Preis wurde jedoch zurückgegeben, nachdem festgestellt wurde, dass die Geschichte, für die sie den Preis erhielt, eine Erfindung war.) | |
| Aktuelle Fotoberichterstattung (Breaking News Photography) | Larry C. Price vom Fort Worth (Texas) Star Telegram | Preis verliehen für seine Fotografien aus Liberia.                                                                          |
| Feature-Fotoberichterstattung (Feature Photography)        | Taro M. Yamasaki von der Detroit Free Press | Preis verliehen für seine Fotografien des Jackson (Mich.) State Prison.                                                     |

## Bereich Literatur, Theater und Musik(Books, Drama & Music)
| Kategorie                                                   | Preisträger |
| ----------------------------------------------------------- | --- |
| Geschichte (History)                                        | American Education: The National Experience, 1783–1876 von Lawrence A. Cremin (Harper & Row)                                                          |
| Belletristik (Fiction)                                      | A Confederacy of Dunces (deutscher Titel: Die Verschwörung der Idioten) von John Kennedy Toole (posthume Veröffentlichung) (Louisiana State U. Press) |
| Sachbuch (General Nonfiction)                               | Fin-de-Siècle Vienna: Politics and Culture (deutscher Titel: Wien. Geist und Gesellschaft im Fin de Siècle) von Carl E. Schorske (Knopf)              |
| Musik (Music)                                               | Kein Preis vergeben |
| Dichtung (Poetry)                                           | The Morning of the Poem von James Schuyler (Farrar, Straus)                                                                                           |
| Theater (Drama)                                             | Crimes of the Heart von Beth Henley (Viking) |
| Biographie oder Autobiographie (Biography or Autobiography) | Peter the Great: His Life and World (deutscher Titel: Peter der Grosse. Sein Leben und seine Zeit) von Robert K. Massie (Knopf)                       |